# GSRセンサ
GSRセンサ（GHz-Spin-Rotation Sensor）は、電子スピンを制御して、磁気を検出する新原理の高感度磁気センサである。

## 概要
常温で作動する高感度磁気センサで「GHz」のパルス電流で「Spin（スピン）」を「Rotate（回転）」させるので、「GSRセンサー」と名付けられた。GSRセンサの感度は極めて高く、スマートフォンなどの電子コンパスに採用されているホール素子のノイズレベルは10mG（ミリガウス）だが、GSRセンサーは0.2mGで約50倍の感度を有する。
磁気インピーダンス素子では印加する周波数は20MHzだったが、小型化するためには高感度化が不可欠で、信号雑音比を高めようとすれば、出力は印加するパルス電流の周波数の平方根（√f）に比例するので周波数を上げれば感度は上がることになるが、磁壁を動かすためには、ある程度のエネルギーが必要であり、ギガヘルツのパルス電流では、電流が流れる時間が短すぎてエネルギーが不足するので、磁壁を振動させることができないのでむやみに周波数を上げればよいというわけではなく、そのため愛知製鋼の「MIセンサー」では20MHzが限界だった。
磁気インピーダンス素子の開発に携わった研究者が設立したマグネデザインと名古屋大学、豊田工業大学が共同で開発した。

## 原理
GSRセンサーは、1GHzのパルス電流を通電すれば、ワイヤの表面にしか電流が流れなくなるのでアモルファスワイヤ表面のスピンのみを回転させるという原理で電圧検出用のコイルを巻いた直径10μmのアモルファスワイヤを使用する。アモルファスワイヤの表面には、円周方向を向いた電子スピンが並んでいて、外部磁界が加わると、外部磁界がかけられた方向にスピンの向きが傾く、その時にアモルファスワイヤに1GHzという極めて急峻なパルス電流（立ち上がり時間が0.5ナノ秒、通電時間が10ナノ秒）を流すことで、表皮効果により表面から0.1μm程の範囲において、外部磁界の方向に傾いていたスピンの向きが円周方向に戻ろうとして回転してそれに伴い磁化が変化して誘導電圧が発生するので、それをコイルで検出して電圧値から磁場強度を算出する。
ワイヤの長さは0.1〜2.0mmで調整可能で、長いほど高感度化できるがコストも高くなる。

## 用途
光ポンピング磁力計やダイヤモンド窒素-空孔中心と共に超高感度で常温で作動して小型化が可能なので次世代の磁気センサーとして期待され、脳磁図計／心磁図計等で使用される超伝導量子干渉素子(SQUID)の代替も視野に入る。